# Wereld Muziek Concours
Der Wereld Muziek Concours (WMC, englisch World Music Contest) ist ein internationales Musikfest in den Niederlanden.
Es wird seit 1951 alle vier Jahre in Kerkrade veranstaltet und heute von der WMC Foundation organisiert. Im Rahmen des Musikfestes finden musikalische Wettbewerbe von Amateurblasorchestern, Marsch- und Showbands, Schlagwerkensembles und Dirigenten statt. Zum Musikfest werden auch Konzerte mit professionellen Orchestern veranstaltet. 2005 nahmen 19.000 Musiker und 200.000 Besucher teil.
Zu den erfolgreichsten deutschen Teilnehmern, die regelmäßig ihre Darbietungen im Parkstad-Limburg-Stadion präsentieren, zählen der Fanfarenzug Strausberg und der Spielmannszug Rödemis.
In den Jahren zwischen den World Music Contests werden vom Veranstalter in Kerkrade der Ensemble and Soloist Contest (Ensemble- und Solistenwettbewerb) und die Dutch Open (Niederländische Meisterschaften) veranstaltet.